# シャイラ・スタイルズ

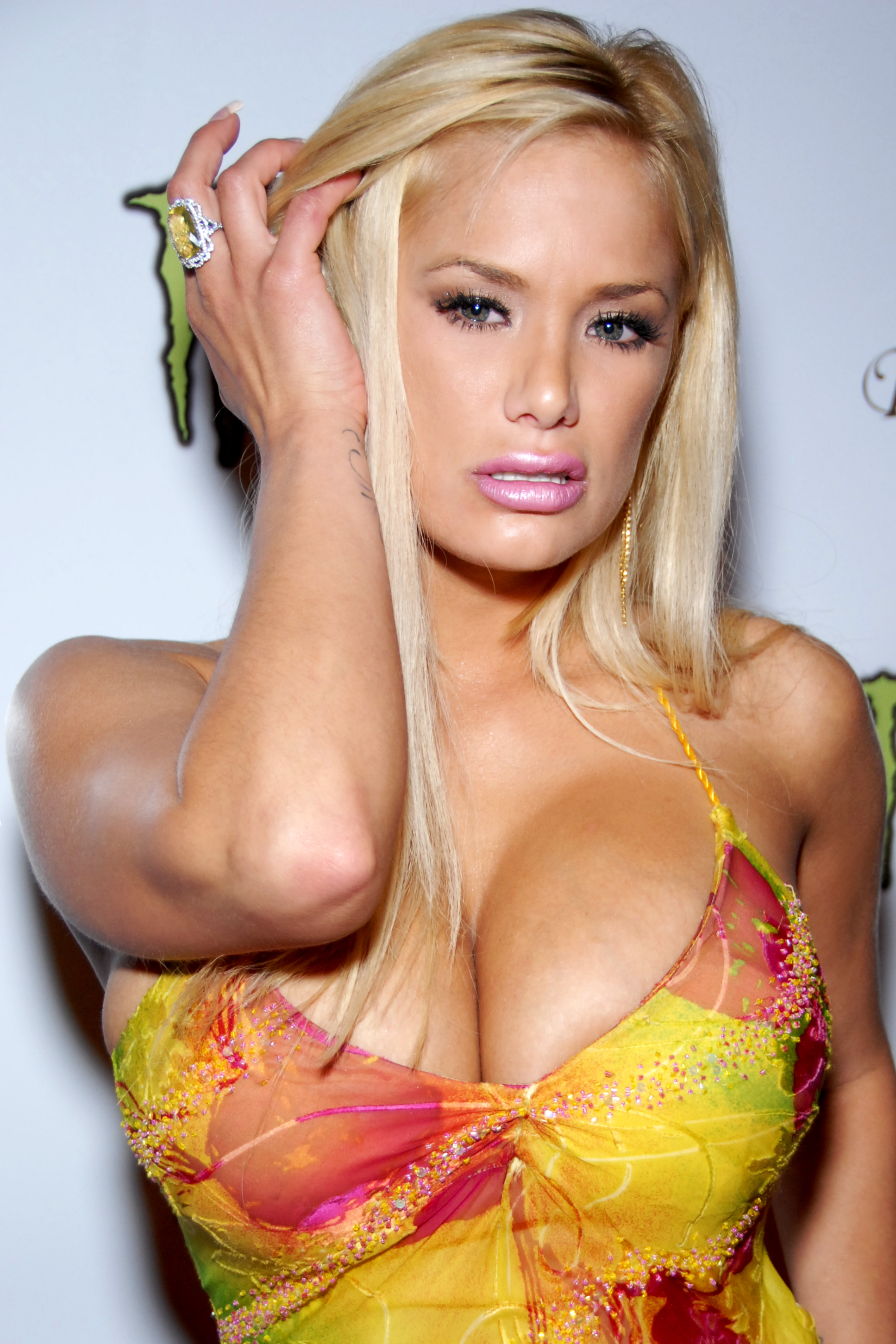
シャイラ・スタイルズ

シャイラ・スタイルズ（Shyla Stylez, 1982年9月23日 - 2017年11月10日）は、カナダのポルノ女優。ブリティッシュコロンビア州アームストロング出身。2017年11月10日、ブリティッシュコロンビア州の実家で睡眠中に死去。